# Shirakawa (distrito de Kamo, Gifu)
Este artículo hace referencia a la villa de Shirakawa, en la prefectura de Gifu, Japón. No debe confundirse con el pueblo homónimo del distrito de Ōno, también en la prefectura de Gifu, ni con la ciudad de Shirakawa en la prefectura de Fukushima.
Shirakawa (白川町 Shirakawa-chō?) es un pueblo localizado en la prefectura de Gifu, Japón. En octubre de 2019 tenía una población estimada de 7.499 habitantes y una densidad de población de 31,5 personas por km². Su área total es de 237,90 km².

## Geografía

### Localidades circundantes
- Prefectura de Gifu
  - Ena
  - Gero
  - Hichisō
  - Higashishirakawa
  - Nakatsugawa
  - Yaotsu

## Demografía
Según los datos del censo japonés, esta es la población de Shirakawa en los últimos años.
| 1995   | 2000   | 2005   | 2010  | 2015  |
| ------ | ------ | ------ | ----- | ----- |
| 11.681 | 11.282 | 10.545 | 9.530 | 8.392 |